# Pedro Jiménez, señor de los Cameros
Pedro Jiménez (m. después de 1175), tercer señor de Cameros, fue hijo de Jimeno Íñiguez

## Trayectoria
Cuando Alfonso VII de León confirmó el fuero de Logroño, fue testigo junto con su madre: Donna María Beltrán et filius ejus Petrus Semenez según consta en el documento. 
También estuvo presente en el documento de 1147 en el que Alfonso VII regaló al monasterio de San Prudencio de Monte Laturce la iglesia de San Vicente de Yanguela y el canal junto al puente de Logroño. En 1157, al confirmar el rey Sancho Garcés III de Pamplona el fuero de Logroño, lo hizo porque Petro Xemeno milite qui multum rogavit. 
Antes, en 1155, el rey Sancho III habían dado a Calahorra el misterioso monasterio de Santa María de Castejón, situado entre Nieva de Cameros, Ortigosa de Cameros, Anguiano y El Rasillo de Cameros. Firmaron la escritura de donación: Juan, arzobispo de Toledo, Victorio, obispo de Burgos, Juan, obispo de Oxomensis", Vecencius, obispo de "Socobensis" y Petris Semenez, "tenes ipsum honorem. (Lama, p. 254). 
Pedro Ximénez había oído que el Císter pisaba muy fuerte en Europa y que iba a «desencadenar la revolución del gótico» (Dragó, p. 237), por lo que decidió fundar un nuevo monasterio en unos terrenos que tenía a orillas del Jubera, en un lugar llano (no en uno tan rocoso y tan cuesta arriba como el emplazamiento del de San Prudencio de Monte Laturce). 
En estos terrenos, conocidos como Rota, Ruete o Rut, ya hubo antes una iglesia llamada Santa María de Rut, en la época visigoda. El nuevo monasterio fue fundado por Pedro Ximénez en 1162 y lo dio a monjes cistercienses que trajo del monasterio de Sacramenta. Cuando murió, lo enterraron en él, pero más tarde sus huesos fueron subidos al monasterio de San Prudencio de Monte Laturce, donde reposaban los de sus antepasados.
| Predecesor: Jimeno Íñiguez | Lista del señorío de Cameros | Sucesor: Diego Jiménez |